# Artillerie-Fliegerabteilung 205
Artillerie-Fliegerabteilung 205 – AFA 205 (Artyleryjski oddział lotniczy nr 205) – niemiecka jednostka obserwacyjna i rozpoznawcza wspomagania artyleryjskiego  Luftstreitkräfte z początkowego okresu I wojny światowej.

## Informacje ogólne
Jednostka została utworzona w dniu 6 sierpnia 1915 roku w Fliegerersatz Abteilung Nr. 7. Jednostka uczestniczyła w walkach na froncie zachodnim. 
30 października 1916 roku jednostka została przeformowana i zmieniona w Fliegerabteilung 205 (Artillerie) - (FA A 205).
W jednostce służyli m.in. Wili Siems oraz Leo Müller.